# 费尔德霍芬
费尔德霍芬（荷蘭語發音：[ˈvɛltˌɦoːvə(n)] ⓘ）是荷蘭北布拉班特省的一個市鎮。费尔德霍芬地處埃因霍温西南郊，是埃因霍温的衛星城之一。
世界最大的半導體光刻機製造商艾司摩爾（ASML）總部設於此城市。

## 外部連結
- 维基共享资源上的相關多媒體資源：费尔德霍芬
- 官方网站